# Drummer (revista)
Drummer es una revista estadounidense que se centra en "sexo leather, ropa de cuero, ropa de cuero y caucho, S&M, bondage y disciplina, estilos y técnicas eróticas". La revista se lanzó en 1975 y dejó de publicarse en abril de 1999 con el número 214, pero fue relanzada 20 años después por el nuevo editor Jack MacCullum junto a Mike Miksche.
A fines del siglo XX, fue la revista estadounidense de cultura leather de mayor éxito y se vendió en el extranjero. La publicación tuvo un gran impacto en la difusión del gay leather como estilo de vida y la masculinidad como ideal gay. La revista se centró originalmente en escritos de calidad sobre el cuero, pero gradualmente se transformó en una revista fotográfica.
Entre los escritores y artistas que aparecen en la revista se encuentran Phil Andros, Tim Barrus, Scott Masters, Tom of Finland, Robert Opel, Fred Halsted, David Hurles, Rex, el artista británico Bill Ward, el fotógrafo Rick Castro, Larry Townsend, Alexander Cheves y Race Bannon. Durante un tiempo, durante su ejecución inicial, presentó tiras cómicas protagonizadas por el agente secreto gay aficionado Harry Chess de Al Shapiro (bajo el nombre de "A. Jay"). El fotógrafo Robert Mapplethorpe contribuyó con una fotografía para la portada del número 24, de septiembre de 1978. El artista de manga Gengoroh Tagame ha señalado las tiras ilustradas de la revista como una gran influencia en su propio trabajo.

## Historia

### Primera época
Drummer fue fundada en Los Ángeles por John H. Embry y Jeanne Barney, pero debido al acoso policial se mudó a San Francisco en 1977, con Jack Fritscher como nuevo editor en jefe. Fritscher se convirtió en el colaborador más frecuente de la revista como editor, escritor y fotógrafo. Los editores posteriores incluyeron a Robert Payne y Robert W. Rowberry.
A pesar de la aversión personal de Fritscher por el nazismo, a la homonacionalista Liga Nacionalsocialista se le permitió publicar anuncios en Drummer durante las décadas de 1970 y 1980. Hoy, la revista establece una política de tolerancia cero para escritores, artistas u organizaciones asociadas con el odio de cualquier tipo, incluido el racismo, la transfobia y la misoginia.
En Drummer, Fritscher fue el primer escritor y editor en presentar a "hombres mayores" (#24, septiembre de 1978) en la prensa gay.
La revista organizó concursos anuales de Mr. Drummer Internacional en San Francisco desde 1981 hasta que dejó de publicarse en 1999. El 18 de septiembre de 1990, Clive Platman (Mr. Australia Drummer) le presentó a Tony DeBlase una versión australiana de la creación de DeBlase de la bandera del orgullo leather; esta versión incorporó la cruz del sur, que es de la bandera nacional australiana, con el diseño original de la bandera del orgullo leather.
La colección de cuentos de Fritscher Corporal in Charge of Taking Care of Captain O'Malley (Gay Sunshine Press, 1984) fue la primera colección de ficción de temática leather y la primera colección de ficción de Drummer. La entrada principal Corporal in Charge fue la única obra publicada por el editor Winston Leyland en Gay Roots: Twenty Years of Gay Sunshine - An Anthology of Gay History, Sex, Politics & Culture (1991), ganador del Premio Literario Lambda.
La revista se vendió en 1986 a Tony DeBlase, quien la vendió en 1991 a Martijn Bakker, propietario de RoB Amsterdam. El último número impreso regular de la revista, el n.º 214, se publicó en abril de 1999. Un juego completo de esta tirada se encuentra en el Museo y Archivos Leather.

### Suspensión de publicación
Los recuerdos de testigos oculares de Jack Fritscher y las entrevistas de la historia de Drummer se publicaron en 2007 como Gay Pioneers: How Drummer Magazine Shaped Gay Popular Culture 1965-1999. En 2008, la cofundadora de Drummer, Jeanne Barney, recibió el premio Lifetime Achievement Award como parte de los Pantheon of Leather Awards.
Una selección de los escritos de Jack Fritscher en Drummer se publicó en 2008 como Gay San Francisco: Eyewitness Drummer. Esto ganó el premio Geoff Mains Nonfiction Book Award de la National Leather Association International en 2009.
En 2014 y 2015, respectivamente, los cofundadores de Drummer, John H. Embry y Jeanne Barney, fueron incluidos en el Salón de la Fama Leather. El cofundador de la revista, John H. Embry, fue honrado en 2017 junto con otros notables, nombrados en huellas de botas de bronce, como parte del San Francisco South of Market Leather History Alley.

### Relanzamiento
Jack MacCullum, quien tenía el título en las competiciones D.N.A. ("Drummer North America"), compró la revista y sus eventos asociados a Martijn Bakker en 2018 y la relanzó en octubre de 2019 bajo la dirección del editor Mike Miksche como una publicación impresa y en línea trimestral. Jack Fritscher fue editor consultor en el primer número de relanzamiento.